# Für die Liebe noch zu mager?
Für die Liebe noch zu mager? ist ein Jugend- und Musikfilm der DEFA aus dem Jahre 1973. Er war das DEFA-Filmdebüt des Regisseurs Bernhard Stephan, der bereits Krimiserien für das Fernsehen der DDR gemacht hatte, und der Jungdarstellerin Simone von Zglinicki, deren Karriere nach diesem Film am Deutschen Theater in Berlin begann.

## Inhalt
Die 18-jährige Susanne arbeitet als Facharbeiterin in einem Textilbetrieb. Sie ist immer hilfsbereit, hat ein offenes Ohr für alle und ist gesellschaftlich engagiert. Zu Hause führt sie für ihren Vater und ihren Bruder den Haushalt. Dass sie selbst auch Bedürfnisse hat, steht dabei hintenan und wird auch von ihrer Umwelt nicht wahrgenommen.
Susanne liebt Lutz, mit dem sie aufgewachsen und befreundet ist, doch sieht der in ihr nur das kleine Mädchen von früher. Erst als sie erfährt, dass ihre egoistische Freundin Daisy ein Kind von Lutz erwartet, weiß Susanne, dass sie ihr Leben ändern muss und nicht immer nur für andere da sein darf. Sie wird selbstbewusster und schafft es trotz einiger Rückschläge, Lutz zu erobern. Zusammen verleben beide eine glückliche Zeit. Ihre Wandlung hilft ihr schließlich auch, Lutz gehen zu lassen, als er, von Fernweh getrieben, in die Welt hinauszieht.

## Produktion
Für die Rolle der Susanne war eigentlich Katharina Thalbach vorgesehen, die jedoch zu dieser Zeit mit Anna Thalbach schwanger war und daher absagen musste. Stattdessen wurde Simone von Zglinicki für die Hauptrolle engagiert, die zu dem Zeitpunkt noch Studentin an der Theaterhochschule Leipzig war.
Die Stadtaufnahmen wurden in Heiligenstadt und die Fabrikszenen in der Baumwollspinnerei und Zwirnerei Leinefelde gemacht.
Der Film erlebte seine Uraufführung am 25. April 1974 im Berliner Filmtheater Kosmos und lief zwei Jahre später erstmals im Fernsehen der DDR. Seine Erstaufführung in der BRD erfolgte am 13. November 1975 auf den Internationalen Filmtagen in Hof.

## Filmmusik
Der Film war durch die zahlreich enthaltenen Titel verschiedener Bands auch als Musikfilm konzipiert und wurde entsprechend vermarktet. Die Parallelität von aussagekräftiger Rockmusik zur Filmhandlung stellte seinerzeit – neben dem zeitgleich 1973 gedrehten Film Die Legende von Paul und Paula – in der DDR ein Novum dar.
Die Texte zur Musik wurden größtenteils von Gerulf Pannach geschrieben. Im Film sind unter anderem Titel des Illés-Ensembles mit Zsuzsa Koncz und der Klaus Renft Combo zu hören, letztere mit den Titeln  "Als ich wie ein Vogel war" (in einer etwas anderen, schnelleren Version als auf der LP Renft II veröffentlicht) und "Unbequem wollen wir sein" (für den Film nur in Mono aufgenommen und erst 2003 auf der gleichnamigen Kompilation veröffentlicht). Weiterhin sind im Film Was mir fehlt sowie Ich und der Rock von Renft zu hören. In einer Filmszene wird die ungarisch gesungene Originalfassung des Omega-Titels Untreue Freunde von einem Tonbandgerät BG 20 Smaragd abgespielt. Auch die deutsch gesungenen Titel der ungarischen Band Illes haben Seltenheitswert.

## Sacht persiflierter Alltag im Film
Die Handlung hat starke Bezüge zum realsozialistischen Alltag in der DDR. So zeigt gleich die erste Szene eine typische Maidemonstration mit fahnentragenden FDJlern und auf einer Tribüne winkenden Genossen. Daneben tauchen langhaarige Halbstarke auf frisierten Mopeds bei der Mai-Demonstration auf – ein Wunschdenken damaliger DDR-Jugendlicher.
Zweimal ist die Hauptdarstellerin bei Erste-Hilfe-Übungen in der Uniform des Deutschen Roten Kreuzes zu sehen. Im Betrieb wird Susanne als „Eine unserer Besten“ ausgezeichnet, ihr Bild erscheint auf der Wandzeitung. Im Kontext zur gut verständlichen deutschsprachigen Rockmusik wirkten diese Szenen für junge kritische Köpfe durchaus karikierend.
Im Film wird angedeutet, dass die Jugendlichen sich durch diese Aktivitäten bevormundet fühlen: etwa durch Lutz’ Fernweh nach westlichen Ländern und durch Susannes Reaktion auf eine Interviewfrage, wie denn die „Bestarbeiterin“ ihre Freizeit verbringt sagt sie: „Och, da lieg' ich ganz gern mal auf der Couch und guck an die Decke.“ Eine Szene offenbart, dass auch die Ost-Jugendlichen Che Guevara verehren.
In einigen Szenen deutet man Missstände im System der DDR an, die später Kernpunkte bei den Forderungen während der Wende waren. Lutz zu Susanne: „Du glaubst auch alles, was in der Zeitung steht.“ (Pressefreiheit). Susanne erstaunt und neugierig zu Lutz: „Wie kommt man denn als DDR-Bürger nach Bolivien?“ (Anspielung auf Tamara Bunke). Nachdem der Hund des Parkwächters Lutz’ Jeans zerrissen hat, wollte der Parkwächter Lutz eine neue Hose besorgen. Darauf erwiderte Lutz: „Mensch Opa, das sind echte Levi′s!“ (Wunsch nach westlichen Konsumgütern). Dieser Satz erlangte Kultstatus bei der DDR-Jugend.
In seinem Zusammenspiel aus Rockmusik und kritischen Handlungsansätzen traf der Film den Nerv der Jugend jener Zeit.

## Kritik
Das Lexikon des internationalen Films schrieb: „Trotz einiger kritischer Ansätze gelangt die biedere Inszenierung selten über die von der Hauptdarstellerin charmant ausgefüllte Privatsphäre hinaus.“
Der film-dienst sah in Für die Liebe noch zu mager? ein „[u]nterhaltsames Regiedebüt des nach 1990 als TV-Komödien-Spezialisten viel beschäftigten Bernhard Stephan“.